# Guillermo Andrés López
Guillermo Andrés Lopéz známý jako Guille (* 13. října 1992, Quart de Poblet) je španělský fotbalový útočník, od července 2016 působící v týmu FK Senica. Mimo Španělsko působil na klubové úrovni v Anglii.

## Klubová kariéra
Je odchovancem klubu Villarreal CF. V roce 2011 se propracoval do seniorské kategorie, kde nastupoval za C-mužstvo. Před sezonou 2011/12 zamířil na rok do celku CD Olímpic de Xàtiva. V létě 2012 zamířil do zahraničí, kde působil dva roky v anglickém týmu Wigan Athletic FC. Před ročníkem 2014/15 se vrátil do vlasti a stal se novou posilou klubu Real Valladolid, kde hrál za první mužstvo i rezervu. Poté strávil rok v B-týmu Celta de Vigo.

### FK Senica
Před ročníkem 2016/17 odešel na Slovensko, kde se domluvil na smlouvě s klubem FK Senica. Dostal dres s číslem devět.

#### Sezóna 2016/17
V dresu Senice debutoval 17. července 2016 v ligovém utkání 1. kola proti ŠK Slovan Bratislava (prohra 0:1), odehrál celý zápas. Svůj první gól ve slovenské nejvyšší soutěži a zároveň za Senici vsítil ve 3. kole v utkání proti MFK Zemplín Michalovce, když ve 30. minutě zvyšoval střelou z dálky na konečných 2:0. Podruhé se střelecky prosadil v následujícím kole proti 1. FC Tatran Prešov (výhra 4:0). Podruhé se gólově prosadil v následujícím